# کاوش جغرافیایی

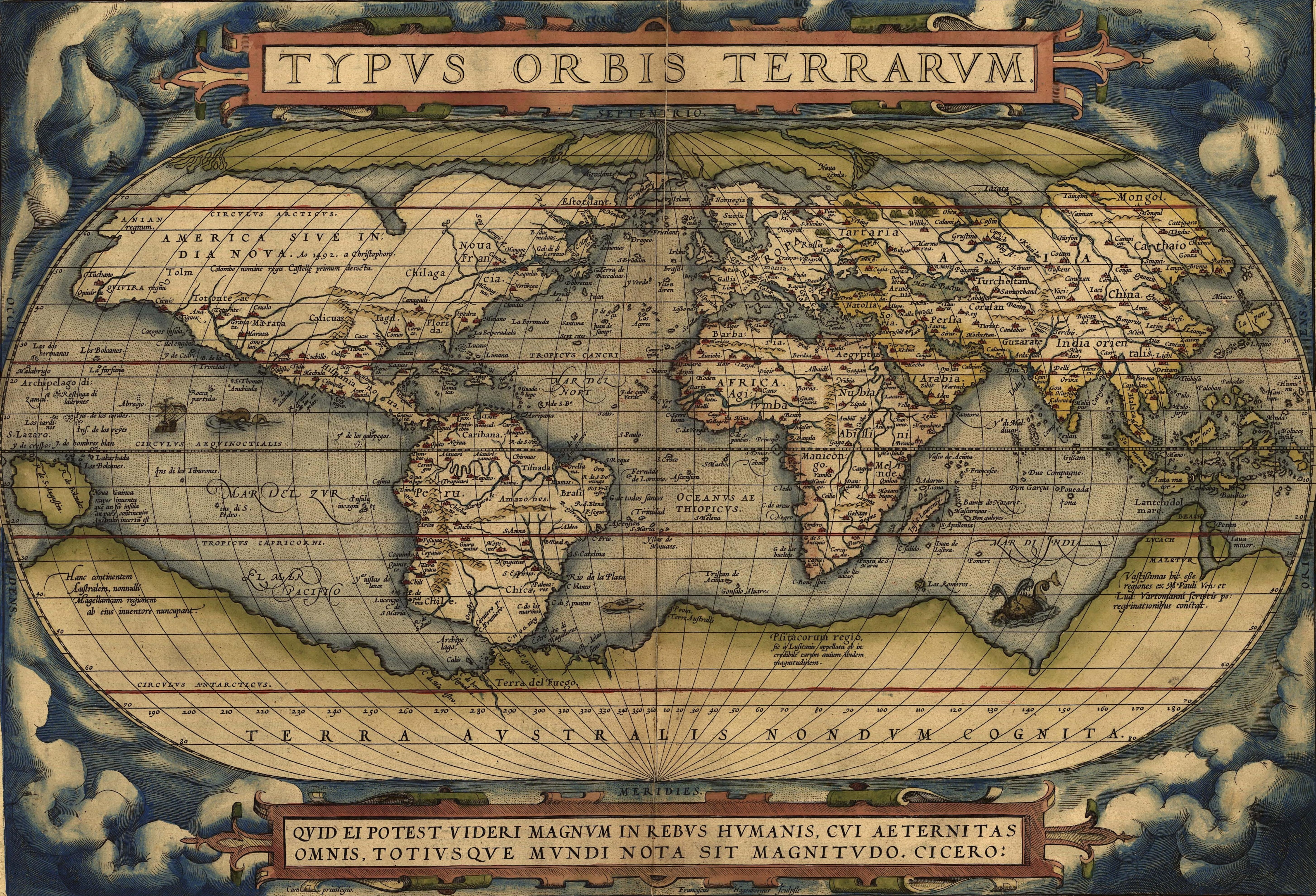
نقشه جهان در اطلس ۱۵۷۰ آبراهام اورتلیوس که نخستین اطلس مدرن دنیا به‌شمار می‌رود.

کاوش جغرافیایی یا اکتشاف جغرافیایی (به انگلیسی: Exploration) به عمل جستجو کردن یا مسافرت کردن در زمین یا فضا برای یافتن یا کاوشگری منابع و اطلاعات انجام می‌گیرد.
عمل جهان‌گردی توسط همه جانداران غیر ثابت (متحرک) انجام می‌گیرد که شامل همه گونه‌های حیوانات و انسان‌ها می‌گردد و اوج آن در اروپا عصر کاوش بود که انسان برای شناخت بیشتر از دیگر نقاط زمین انجام داد و برای اکتشافات علمی می‌توان به اکتشافات بعد از عصر کاوش نام برد.

## تاریخچه
جهان‌گردان و کاوشگران

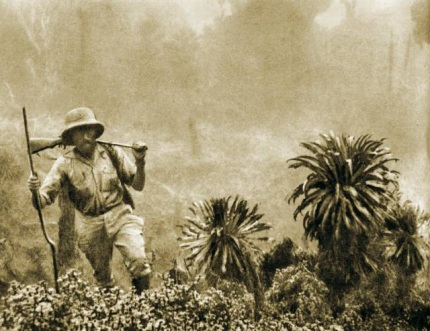
کاوشگر کاژیمیش نواک

جهان‌گردان برای کشف ناشناخته‌ها و آشنا شدن با فرهنگ مردمان و سرزمین‌های گوناگون، به جای جای جهان سفر می‌کنند. ما به کمک سفرنامه‌های  جهان‌گردان بزرگ، چیزهای زیادی دربارهٔ زمین آموختیم.
فنیقی‌ها
فنیقی‌ها از نخستین ماجراجویان بی‌باکی بودند که حدود ۳ هزار سال پیش، در دریای مدیترانه دریانوردی می‌کردند. آنان، آفریقا را دور زدند و جسورانه به دریای آتلانتیک نیز سفر کردند. پیتیس، دریانورد یونانی، ۳۰۰ سال پیش از میلاد، در اقیانوس آرام به سفر خطرناکی دست زد.
جهان‌گردان چینی
ژانگ چیان نخستین فردی بود که در ۱۳۸ سال پیش از میلاد، در آسیای مرکزی به کاوش پرداخت. سال‌ها بعد، جادهٔ ابریشم در این منطقه کشیده شد و شرق و غرب را به هم پیوند داد. دریادار زنگ، به دستور امپراتور یونگل، بین سال‌های ۱۴۰۵ و ۱۴۳۳ میلادی، هفت سفر دریایی انجام داد. ناوگان او به اندونزی، هند، ایران، مکه و شرق آفریقا رفت و او توانست با فرمان راویان آن سرزمین‌ها رابطهٔ سیاسی برقرار کند و نفوذ سیاسی چین را به آن سوی آسیا گسترش دهد.
جهان‌گردان مسلمان
اختراع قطب‌نما را به چینی‌ها نسبت دادند. اما چینی‌ها کاربرد این ابزار مهم را در دریانوردی از مسلمانان آموختند. در زمان مأمون عباسی، دریانورد ایرانی از بندر بصره تا چین سفر می‌کردند و رابطهٔ بازرگانی بین دو منطقه برقرار شد. بین سال‌های ۱۳۲۵ تا ۱۳۵۰ میلادی (قرن ششم هجری قمری)، ابن بطوطه حقوق دانی از مراکش، به روسیه، آسیای مرکزی، هند، جنوب چین و آفریقا سفر کرد و گزارش‌های دقیقی از سفرهای خود نوشت.
جهان‌گردان اروپایی
وایکینگ‌ها نخستین جهان‌گردان اروپایی بودند. آن‌ها قرون وسطی به قاره آمریکا، مراکش و بغداد سفر کردند. نخستین گزارش اروپاییان آسیای مرکزی در سال ۱۲۴۵ میلادی نوشته شد. مارکو پولو نیز مشهورترین جهان گرد اروپایی قرون وسطی است که در سال ۱۲۷۵ به دربار قوبلای خان در چین راه یافت و سال‌ها در آن جا کار کرد. او در سال ۱۲۹۵ میلادی به زادگاهش، ونیز در ایتالیا، بازگشت و گزارش‌های خود را در بارهٔ سفرهایش نوشت.

## جهان‌گردی‌های مهم

### ۱۵۵۰ قبل از میلاد مسیح تا ۳۰۰ قبل از میلاد مسیح
- در (۱۵۵۰ پیش از میلاد – ۳۰۰ پیش از میلاد) فنیقی‌ها به مدیترانه و آسیای صغیر رفت‌وآمد داشتند و بسیاری از مسیرهای حرکتی آنها تا کنون نامعلوم هستند.

وجود قلع در وسایل آنها نظریهٔ مسافرت آنها به بریتانیا را محتمل می‌کند. بر اساس انه‌اید ویرژیل و منابع علمی دیگر دیدو ملکه فینیقیه‌ای بود که با کشتی به آفریقای شمالی سفر کرد و شهر کارتاژ را بنیان نهاد.

### سده چهارم قبل از میلاد مسیح
- پوتئاس (۳۸۰ 'قبل از میلاد ۳۱۰تا قبل از میلاد) – یونان باستان. اولین مکتشف بریتانیای کبیر و آلمان بود و به تول رسید که تصور می‌شود شتلند یا ایسلند باشد.

### سده ۳ پیش از میلاد
- زو فو (۲۵۵ قبل از میلاد) – جادوگر دربار دودمان چه‌این دو سفر به دریاهای شرقی در سال‌های ۲۱۹ و ۲۱۰ قبل از میلاد مسیح داشت.

### سده ۲ قبل از میلاد
- چانگ چیان –نماینده دودمان هان کمک به ساخت جاده ابریشم کرد.

### سده ۵
- برندان راهب هدایت‌کننده (c. 484 – 577) – ایرلندی ادعا کرد که ایسلند و قاره آمریکا را کشف کرده‌است.

### سده ۸
- دیسوئل (متولد سده ۸ میلادی) – ایرلندی‌ها راهب و جغرافی‌دان و نویسنده "De mensura Orbis terrae".
- پاپار – ایرلندی‌ها راهبی که در آیسلند قبل از وایکینگ‌ها آیسلند می‌زیست.

### سده ۱۰
- ابن فضلان – سده ۱۰ کاشف عراقی
- اریک سرخ (۹۵۰–۱۰۰۳) – وایکینگ نروژی بعد از اینکه از ایسلند خارج شد به گریلند سفر کرد و در آنجا اسکان یافت.
- لیف اریکسون (۹۸۰–۱۰۲۰) – کاشف ایسلندی تصور می‌شود که اولین اروپایی‌ای باشد که به آمریکا پای گذاشت.

### سده ۱۳
- فریار جولیان (سفر کرده در ۱۲۳۵) – مجارستانی.
- مارکو پولو (۱۲۵۴–۱۳۲۴) – کاشف جمهوری ونیز.[۲]

### سده ۱۴
- ابن بطوطه (۱۳۰۴–۱۳۷۷) –کاشف مراکشی explorer.[۳]
- وانگ دایانگ (fl. 1311–1350) –کاشف چینی‌ای که دو سفر مهم انجام داد و بین سال‌های ۱۳۲۸ تا ۱۳۳۳ وی دریای جنوبی چین و مکان‌های بسیاری در آسیای جنوب شرقی و همچنین آسیای جنوبی را بازدید کرد و در سری‌لانکا و هند نیز توقف داشت. وی بین سال‌های ۱۳۳۴ تا ۱۳۳۹ از آفریقای شمالی و شرق آفریقا نیز بازدید کرد.
- جیمز (ایرلند) (fl. 1316–1330) – ایرلندی‌ها به Odoric of Pordenone معاشرت داشت.
- سیمون فیتس سیمون (fl. 1323) – ایرلندی‌ها نویسنده itenerum دربارهٔ مصر و سرزمین مقدس.
- چنگ هه (۱۳۷۱–۱۴۳۳) – فرمانده چینی هفت سفر به شبه جزیره عربستان، شرق آفریقا، هند، اندونزی و تایلند داشت.

### انواع جهان‌گردی
- قطب نوردی
- غارنوردی
- صحرانوردی
- معدن نوردی
- اقیانوس نوردی
- فضانوردی
- شهرگردی